# Faced with Tradition
Faced with Tradition er en dansk dokumentarfilm fra 2004 instrueret af Kenneth Bruun Jørgensen.

## Handling
Denne artikel mangler et handlingsreferat. Hjælp os med at skrive det.